# Stolpe auf Usedom
Stolpe auf Usedom är en kommun i Landkreis Vorpommern-Greifswald i förbundslandet Mecklenburg-Vorpommern i Tyskland.
I kommunen finns orterna Stolpe och Gummlin.
Kommunen ingår i kommunalförbundet Amt Usedom-Süd tillsammans med kommunerna Benz, Dargen, Garz, Kamminke, Korswandt, Koserow, Loddin, Mellenthin, Pudagla, Rankwitz, Ückeritz, Usedom, Zempin och Zirchow.